# Entre dos aguas
Entre dos aguas is een Spaanse film uit 2018, geregisseerd door Isaki Lacuesta.

## Verhaal
Isra en Cheíto zijn twee broers die beide hun eigen weg zijn gegaan. Wanneer Isra uit de gevangenis komt, en Cheíto klaar is met zijn lange missie voor de marine, keren beide broers terug naar San Fernando, de stad waar ze zijn opgegroeid. De hereniging van de broers brengt herinneringen naar boven aan de gewelddadige dood van hun vader.

## Rolverdeling
| Acteur                      | Personage |
| --------------------------- | --------- |
| Israel Gómez Romero         | Isra      |
| Francisco José Gómez Romero | Cheíto    |
| Óscar Rodríguez             |           |

## Ontvangst

### Recensies
Op Rotten Tomatoes geeft 100% van de 6 recensenten de film een positieve recensie, met een gemiddelde score van 8/10.

### Prijzen en nominaties
Een selectie:
| Jaar | Evenement                       | Categorie                        | Genomineerde        | Resultaat   |
| ---- | ------------------------------- | -------------------------------- | ------------------- | ----------- |
| 2018 | San Sebastián (66ste editie)    | Gouden Schelp voor beste film    | Entre dos aguas     | Gewonnen    |
| 2018 | Mar del Plata (33ste editie)    | Gouden Ástor voor beste film     | Entre dos aguas     | Gewonnen    |
| 2018 | Mar del Plata (33ste editie)    | Zilveren Ástor voor beste acteur | Israel Gómez Romero | Gewonnen    |
| 2019 | Premios Goya (33ste uitreiking) | Beste film                       | Entre dos aguas     | Genomineerd |
| 2019 | Premios Goya (33ste uitreiking) | Beste regisseur                  | Isaki Lacuesta      | Genomineerd |